# Cultura evreiască

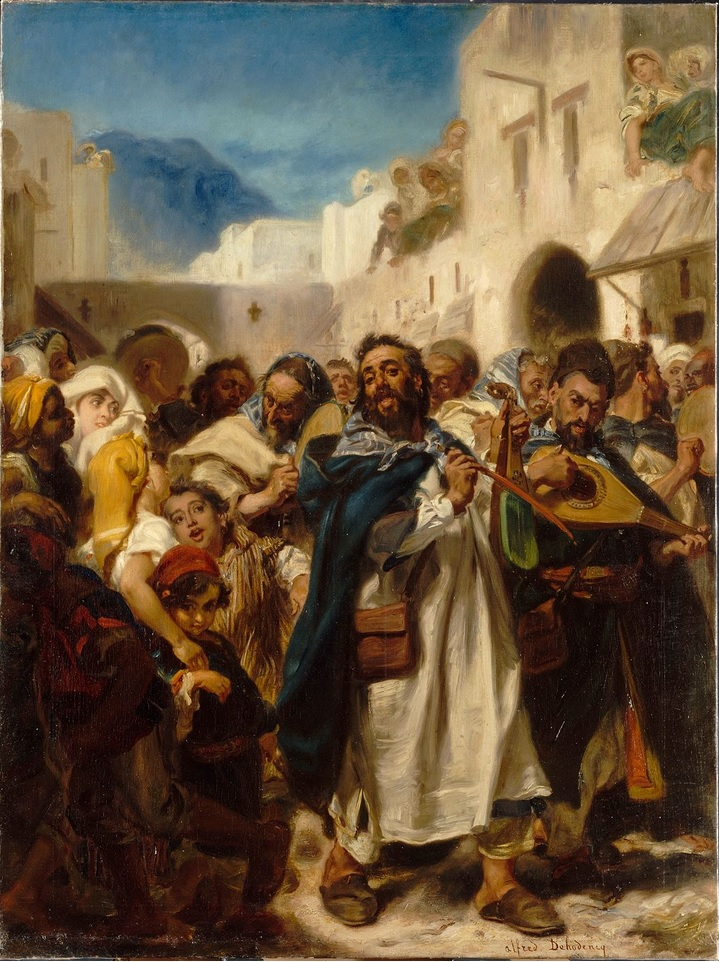
Festivalul evreiesc din Tétouan, Maroc, 1865

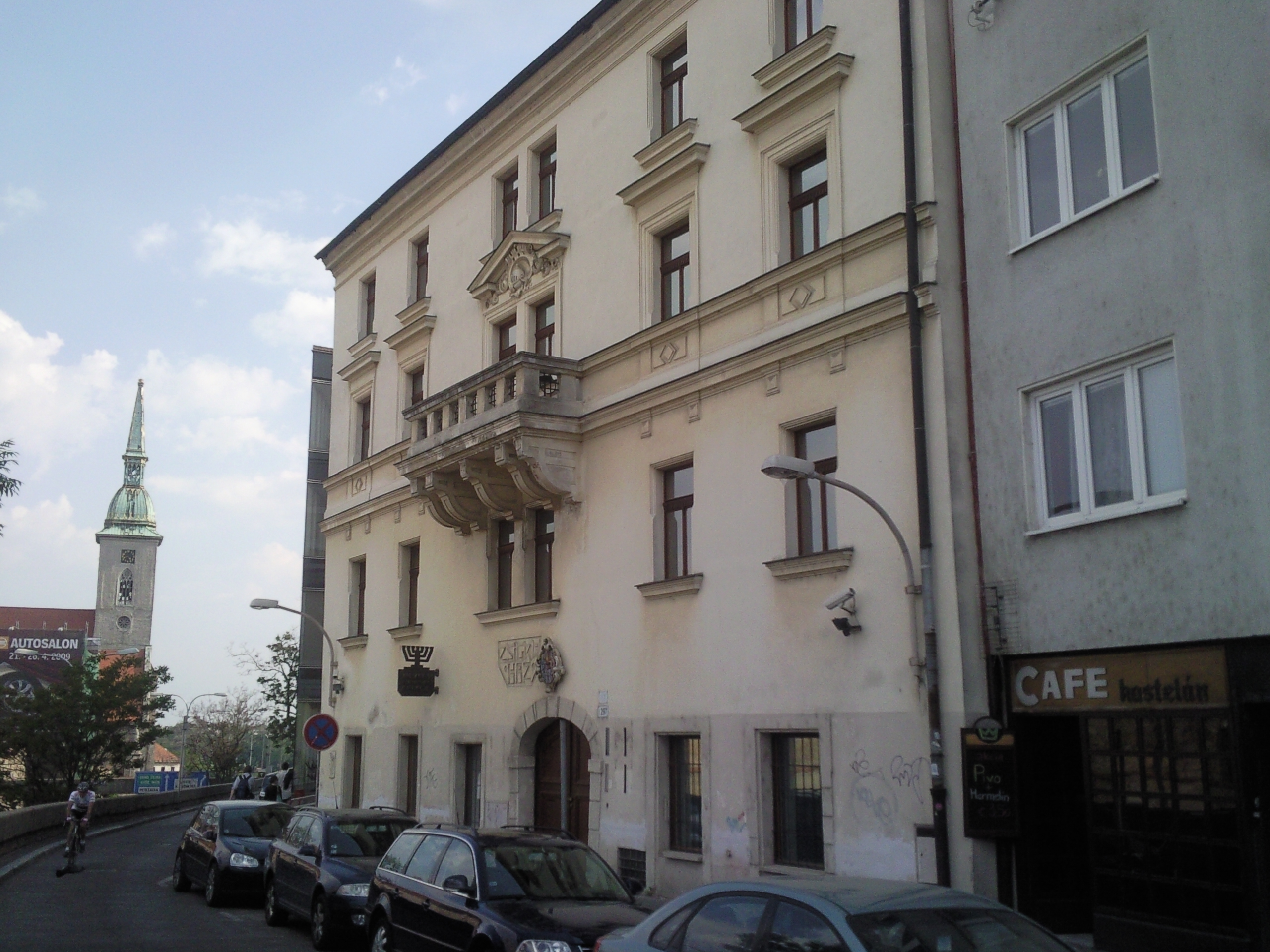
Muzeul culturii evreiești din Bratislava

Cultura evreiască este cultura poporului evreu, de la formarea sa în vremuri străvechi până în epoca actuală. Iudaismul în sine nu este o religie bazată pe credință, ci o ortopraxie (conduită etică) și o etnoreligie, bazate pe acțiune, practică și identitate. Cultura evreiască acoperă mai multe aspecte, inclusiv religie și filozofie, literatură, media și cinematografie, artă și arhitectură, bucătărie și port tradițional, atitudini față de căsătorie și familie, obiceiuri sociale și stiluri de viață, muzică și dans. Unele elemente ale culturii evreiești provin din cadrul iudaismului, altele din interacțiunea evreilor cu populația țărilor în care au trăit, iar altele din dinamica socială și culturală internă a comunității. Până în secolul al XVIII-lea, religia domina practic toate aspectele vieții evreiești și a impregna cultura. După apariția secularizării, s-a format, de asemenea, o cultură evreiască complet seculară.

## Istoric

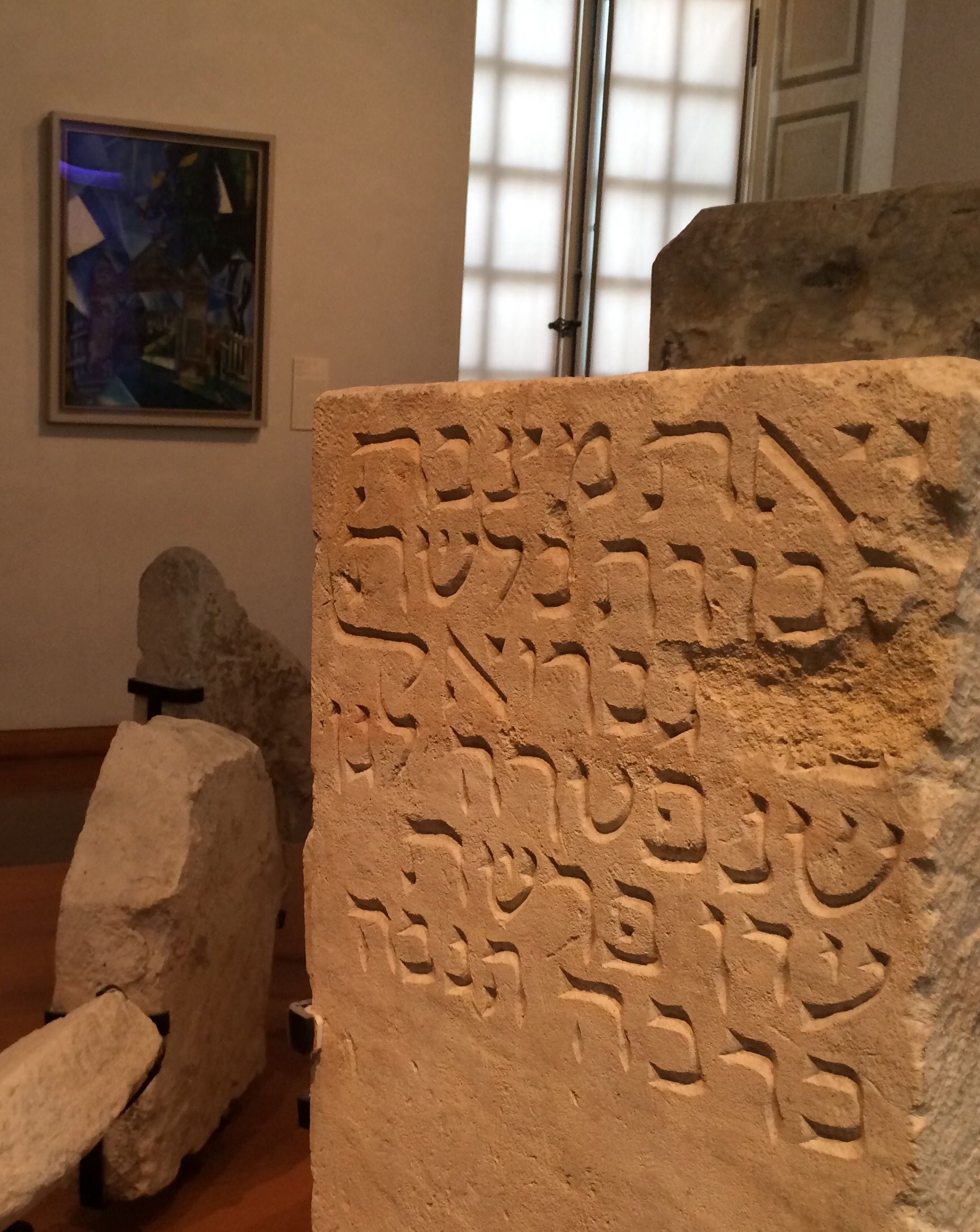
Pietre funerare dintr-un cimitir evreiesc, secolul al XIII-lea, Paris

Nu a existat o unitate politică a societății evreiești de la monarhia unită. Începând de atunci populațiile israelite au fost întotdeauna dispersate geografic (vezi diaspora evreiască), astfel încât până în secolul al XIX-lea evreii așkenazi erau localizați în principal în Europa Centrală și de Est, evreii sefarzi erau în mare măsură răspândiți în diferite comunități care trăiau în regiunea mediteraneană, evreii mizrahi au fost răspândiți în primul rând în Asia de Vest, iar alte populații de evrei au trăit în Asia Centrală, Etiopia, Caucaz și India. (Vezi diviziunile etnice evreiești.)
Deși a existat un grad ridicat de comunicare și trafic între aceste comunități evreiești – mulți exilați sefarzi s-au amestecat în comunitățile așkenade din Europa Centrală după persecuțiile realizate de Inchiziția spaniolă; mulți așkenazi au migrat în Imperiul Otoman, dând naștere numelui de familie caracteristic siriano-evreiesc „Ashkenazi”; comercianții evrei irakieni au format o comunitate evreiască distinctă în India; într-o oarecare măsură, multe dintre aceste populații evreiești au fost îndepărtate de culturile care le înconjurau prin ghetoizare, legile musulmane cu privire la dhimmi și descurajarea tradițională de către liderii religioși a contactului dintre evrei și membrii populațiilor politeiste.
Comunitățile evreiești medievale din Europa de Est au continuat să aibă trăsături culturale distincte de-a lungul secolelor. În ciuda înclinațiilor universaliste ale Iluminismului (și a ecoului acestuia asupra iudaismului prin mișcarea Haskalah), mulți evrei vorbitori de idiș din Europa de Est au continuat să se considere ca formând un grup național distinct - „‘am yehudi”, din ebraica biblică –, dar, adaptând această idee la valorile iluministe, ei au asimilat acest concept ca pe cel al unui grup etnic a cărui identitate nu depindea de religie, ceea ce în gândirea iluminismului reprezenta o categorie aparte.
Constantin Măciucă scrie despre existența unui „spirit evreiesc diferențiat, dar nu izolat” care pătrunde în cultura evreilor vorbitori de idiș. Acest lucru s-a intensificat pe măsură ce dezvoltarea romantismului a amplificat sentimentul identității naționale în întreaga Europă în general. Astfel, de exemplu, membrii Uniunii Generale a Muncitorilor Evrei de la sfârșitul secolului al XIX-lea și începutul secolului al XX-lea erau în general nereligioși, iar unul dintre liderii istorici ai Uniunii a fost copilul unor evrei convertiți la creștinism, fără a fi un creștin credincios sau practicant.
Mișcarea intelectuală Haskalah s-a combinat cu mișcarea de emancipare a evreilor în curs de desfășurare în Europa Centrală și de Vest pentru a crea evreilor o oportunitate de a face parte dintr-o societate seculară. În același timp, pogromurile din Europa de Est au provocat o creștere a migrației, în mare parte în Statele Unite ale Americii, unde aproximativ 2 milioane de imigranți evrei s-au reinstalat între 1880 și 1920. În anul 1931, cu puțin timp înainte Holocaustului, 92% din populația evreiască a lumii era de origine așkenadă. Secularismul a apărut în Europa ca o serie de mișcări care au militat pentru un nou concept, până atunci necunoscut, numit „iudaism laic”. Din aceste motive, o mare parte din ceea ce este considerat de vorbitorii de limbă engleză și, într-o măsură mai mică, de europenii care nu vorbesc engleza o „cultură evreiască laică” este, în esență, mișcarea culturală evreiască care a evoluat în Europa Centrală și de Est și a fost adusă ulterior de imigranți în America de Nord. În anii 1940, Holocaustul a dezrădăcinat și a distrus majoritatea comunităților evreiești care trăiau atunci în Europa. Acest eveniment, în combinație cu crearea statului Israel și cu exodul evreilor din țările arabe, a determinat o nouă deplasare geografică.

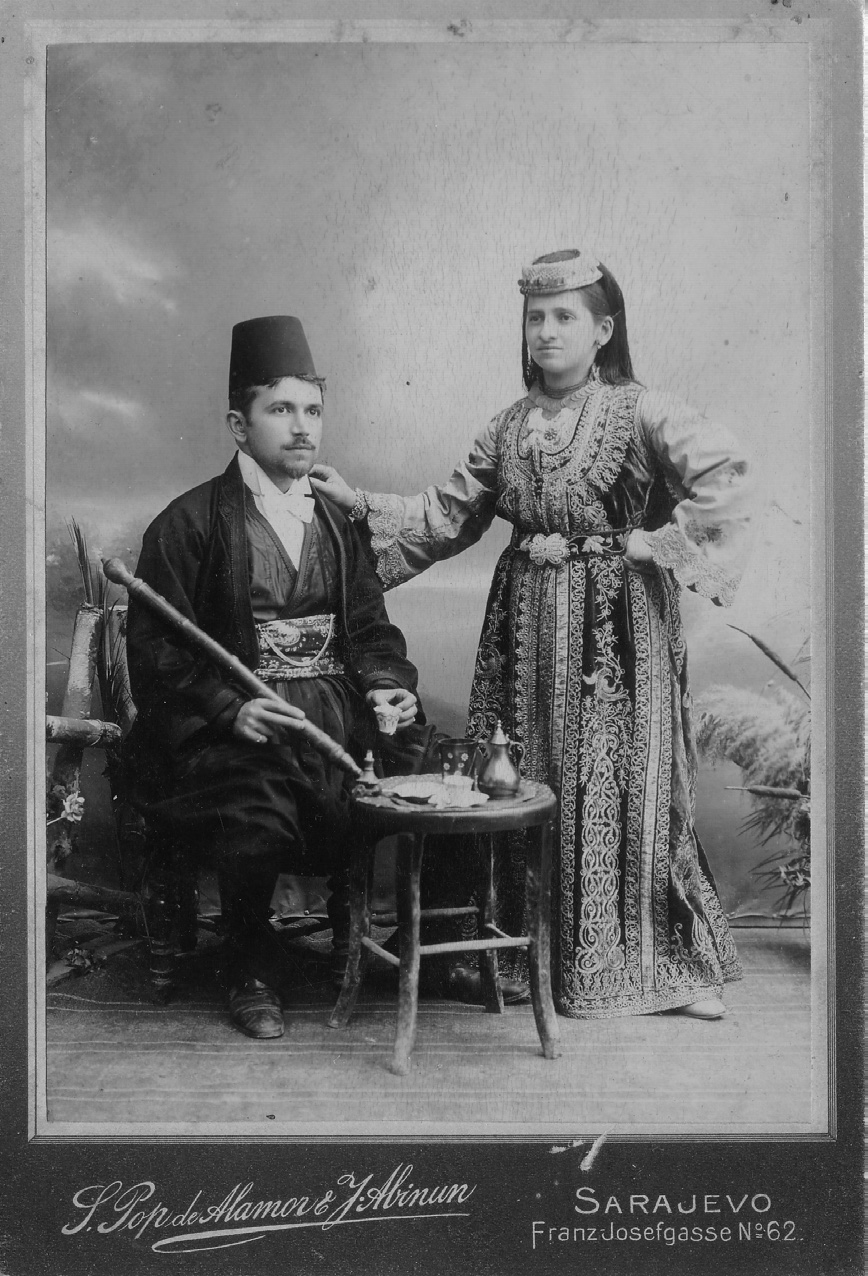
Cuplu de evrei sefarzi din Sarajevo în haine tradiționale. Fotografie făcută în 1900.

Definirea culturii laice în rândul celor care practică iudaismul tradițional este dificilă, deoarece întreaga cultură este, prin definiție, împletită cu tradițiile religioase: ideea de identitate etnică și religioasă separată este străină de tradiția ebraică a unui „‘am yisrael”. (Acest lucru este valabil mai ales pentru iudaismul ortodox.) Gary Tobin⁠(d), șeful Institutului de Cercetare Evreiască și Comunitară, a spus următoarele lucruri despre cultura tradițională evreiască:
Dihotomia dintre religie și cultură nu există cu adevărat. Fiecare atribut religios este plin de cultură, iar fiecare act cultural este plin de religiozitate. Sinagogile sunt ele însele mari centre ale culturii evreiești. La urma urmei, ce înseamnă de fapt viața? Mâncare, relații, îmbogățire... Așa este și viața evreiască. Multe dintre tradițiile noastre conțin în mod inerent aspecte culturale. Uitați-te la Sederul Paștilor – este în esență un teatru grozav. Cultura lipsită de religuozitate și de educație evreiască nu este la fel de interesantă.
În lucrarea Modern Judaism: An Oxford Guide, Yaakov Malkin⁠(d), profesor de estetică și retorică la Universitatea din Tel Aviv și fondatorul și directorul academic al Colegiului Meitar pentru Cultură Iudaică din Ierusalim, a scris:
Astăzi, foarte mulți evrei laici iau parte la activități culturale evreiești, cum ar fi celebrarea sărbătorilor evreiești ca festivaluri istorice și naturale, impregnate cu un conținut și o formă nouă, sau marcând evenimentele din cadrul ciclului de viață, cum ar fi nașterea, bar/bat mitzvah, căsătoria și doliul într-o formă laică. Ei se adună pentru a studia subiecte legate de cultura evreiască și relația acesteia cu alte culturi, în havurot, asociații culturale și sinagogi laice, și participă la acțiuni politice și publice coordonate de mișcările evreiești laice, cum ar fi fosta mișcare de eliberare a evreilor sovietici și mișcările de combatere a pogromurilor, a discriminării și a constrângerii religioase. Educația umanistă laică evreiască imprimă valori morale universale prin literatura evreiască clasică și literatura mondială și prin organizații pentru schimbări sociale care aspiră la idealuri de dreptate și filantropie.
În America de Nord, mișcările evreiești culturale și laice sunt împărțite în trei organizații-umbrelă: Society for Humanistic Judaism (SHJ), Congress of Secular Jewish Organizations (CSJO) și Workmen's Circle.

## Filozofie și religie
Filozofia evreiască include tă

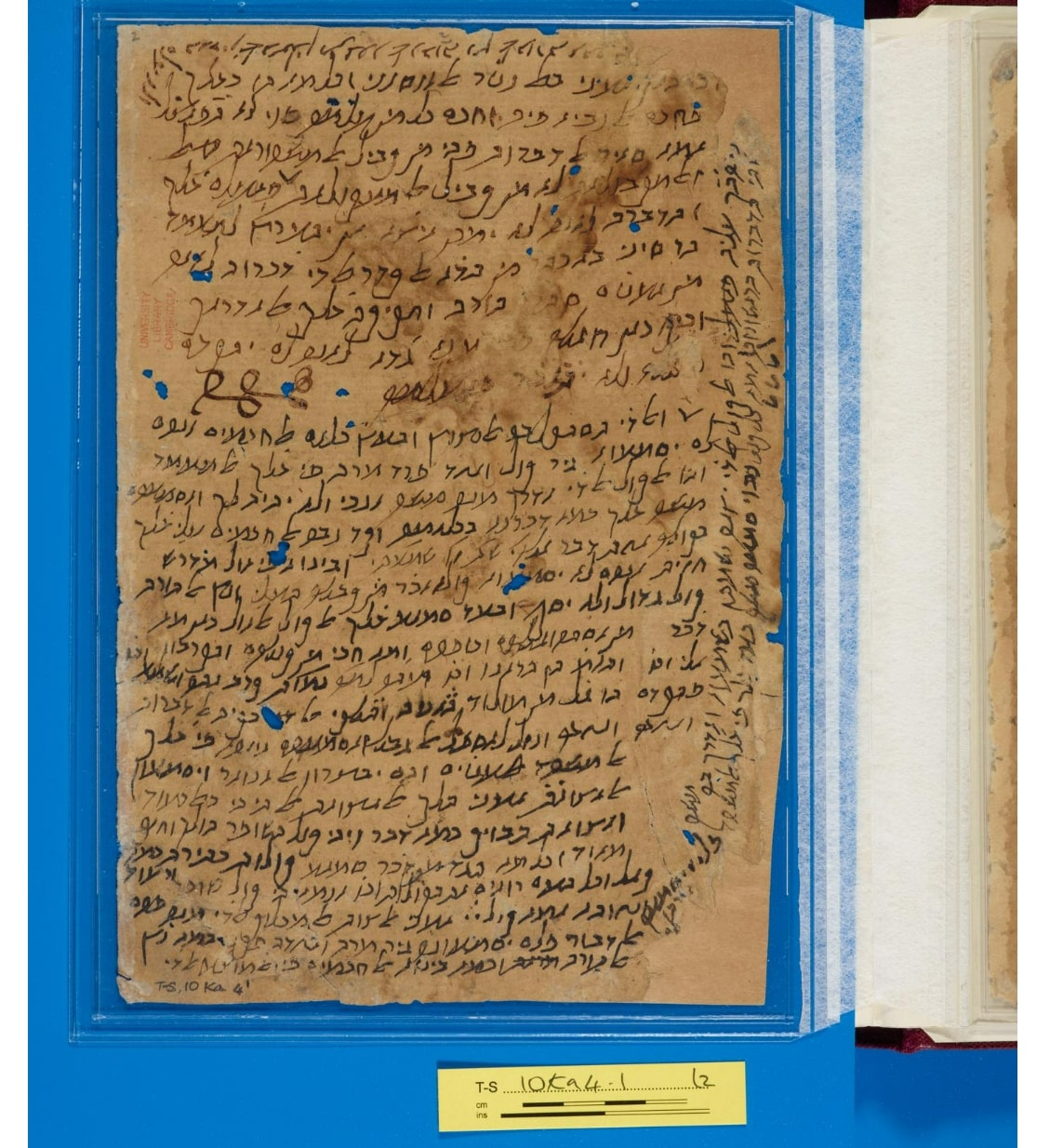
Ghidul rătăciților, Maimonide (circa 1190)

Filozofia antică evreiască este redată în Biblie. Potrivit prof. Israel Efros principiile filozofiei evreiești își au rădăcinile în Biblie, unde pot fi găsite bazele credințelor monoteiste evreiești, cum ar fi credința într-un singur zeu, separarea lui Dumnezeu și a lumii de natură (spre deosebire de panteism) și crearea lumii. Alte scrieri biblice asociate cu filozofia sunt Psalmii, care conțin îndemnuri de admirare a înțelepciunii lui Dumnezeu (de aici, unii savanți sugerează că iudaismul conține un subcurent filozofic), și Eclesiastul, care este considerat adesea ca fiind singura lucrare filozofică autentică din Biblia ebraică (autorul ei caută să înțeleagă locul ființelor umane în lume și sensul vieții). Alte scrieri cu substrat filozofic pot fi găsite în cărțile deuterocanonice precum Isus Sirah și Cartea Înțelepciunii.
În timpul epocii elenistice, iudaismul elenistic a aspirat să combine tradiția religioasă evreiască cu elementele culturii și filosofiei grecești. Filosoful Philon din Alexandria a folosit alegoria filosofică pentru a încerca să combine și să armonizeze filozofia greacă cu filozofia evreiască. Opera sa încearcă să-i combine pe Platon și Moise într-un singur sistem filozofic. Philon a dezvoltat o abordare alegorică a interpretării Sfintelor Scripturi (Biblia), în contrast cu abordările literalmente interpretative (de modă veche). Exegeza sa alegorică a fost importantă pentru unii Părinți ai Bisericii Creștine, iar câțiva savanți susțin că ideea sa despre Logos ca principiu creator al lui Dumnezeu a influențat cristologia timpurie. Alți savanți neagă, însă, influența directă a scrierilor lui Philon și susțin că atât Philon, cât și teologii creștinismului timpuriu s-au inspirat dintr-o sursă comună.

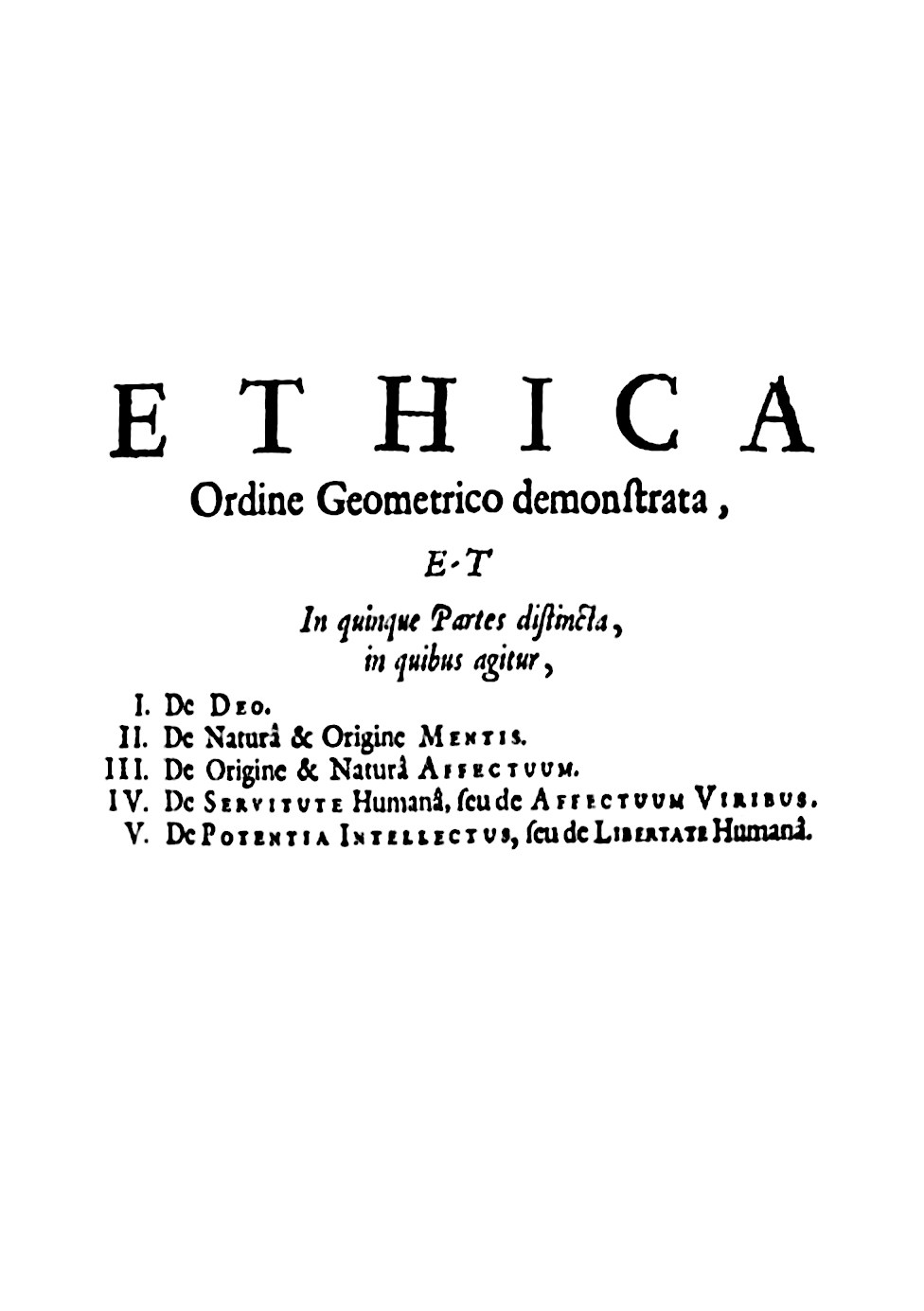
Pagina de început a lucrării Etica a lui Spinoza

Între Epoca Antică și Evul Mediu, cea mai mare parte a filozofiei evreiești s-a concentrat asupra literaturii rabinice care este formată, în principal, din Talmud și Midraș. În secolul al IX-lea Saadia Gaon a scris textul Emunoth ve-Deoth⁠(d) care este prima prezentare sistematică și fundamentare filozofică a dogmelor iudaismului. Epoca de Aur a culturii evreiești din Spania a inclus mulți filozofi evrei influenți precum Moise ibn Ezra, Abraham ibn Ezra, Solomon ibn Gabirol, Yehuda Halevi, Isaac Abravanel, Nahmanides, Joseph Albo, Abraham ibn Daud⁠(d), Nissim din Gerona, Bahya ibn Paquda, Abraham bar Hiyya, Joseph ibn Tzaddik, Hasdai Crescas⁠(d) și Isaac ben Moses Arama⁠(d). Cel mai cunoscut este Maimonide, care este considerat, în afara mediului evreiesc, un filozof și un erudit proeminent în lumea islamică și occidentală. Alți filozofi din afara Spaniei sunt Natan'el al-Fayyumi⁠(d), Elia del Medigo⁠(d), Jedaiah ben Abraham Bedersi⁠(d) și Gersonide.
Filosofia evreilor în epoca modernă a fost exprimată de filozofi, în principal din Europa, cum ar fi Baruch Spinoza, fondatorul spinozismului, a cărui activitate a inclus raționalismul modern și critica biblică și a pus bazele iluminismului din secolul al XVIII-lea. Opera sa i-a adus recunoașterea ca unul dintre cei mai importanți gânditori ai filozofiei occidentale; alți filozofi evrei din aceași perioadă sunt Isaac Orobio de Castro⁠(d), Tzvi Ashkenazi⁠(d), David Nieto⁠(d), Isaac Cardoso⁠(d), Jacob Abendana⁠(d), Uriel da Costa⁠(d), Francisco Sanches⁠(d) și Moses Almosnino. O nouă eră a început în secolul al XVIII-lea cu opera filozofică a lui Moses Mendelssohn. Mendelssohn a fost considerat „al treilea Moise, cu care începe o nouă eră a iudaismului”, la fel cum au fost creatori de ere noi profetul Moise și Moise Maimonide. Mendelssohn a fost un filozof evreu german ale cărui idei au stat la baza Renașterii evreilor europeni, Haskalah (Iluminismul Evreiesc). El a fost numit părintele iudaismului reformist, deși purtătorii de cuvânt ai reformei au fost destul de „reticenți ca să-l revendice drept părinte spiritual”. Mendelssohn a ajuns să fie considerat o figură culturală de frunte a timpului său atât de către germani, cât și de către evrei. Filozofia iluminismului evreiesc i-a inclus pe Menachem Mendel Lefin⁠(d), Salomon Maimon⁠(d) și Isaac Satanow⁠(d). Secolul al XIX-lea a cuprins atât filozofia seculară, cât și filozofia religioasă și i-a avut ca reprezentanți pe Elijah Benamozegh, Hermann Cohen⁠(d), Moses Hess, Samson Raphael Hirsch⁠(d), Samuel Hirsch⁠(d), Nachman Krochmal⁠(d), Samuel David Luzzatto și Nahman din Brațlav. Secolul al XX-lea a inclus filosofii de seamă ca Jacques Derrida, Karl Popper, Emmanuel Levinas, Claude Lévi-Strauss, Hilary Putnam, Alfred Tarski, Ludwig Wittgenstein, A.J. Ayer, Walter Benjamin, Raymond Aron, Theodor W. Adorno, Isaiah Berlin și Henri Bergson.
| Philon (c. 25 î.Hr.–c. 50 d.Hr.hgn) | Nahmanides (1194–1270) | Maimonide (1135/1138–1204) | Baruch Spinoza (1632–1677) | Moses Mendelssohn (1729–1786) | Schneur Zalman din Liadi (1745–1812) | Ludwig Wittgenstein (1889–1951) | Hannah Arendt (1906–1975) | Menachem Mendel Schneerson (1902–1994) |
| ----------------------------------- | ---------------------- | -------------------------- | -------------------------- | ----------------------------- | ------------------------------------ | ------------------------------- | ------------------------- | -------------------------------------- |
|                                     |                        |                            |                            |                               |                                      |                                 |                           |                                        |

## Literatură și poezie
În unele locuri în care au existat concentrații relativ mari de evrei, au apărut subculturi evreiești seculare distincte. Scriitorii evrei au format, de exemplu, o proporție enormă din viața literară și artistică a Vienei (Austria) la sfârșitul secolului al XIX-lea, a New York-ului în perioada interbelică și a Los Angeles-ului la mijlocul secolului al XX-lea. O mare parte a acestor scriitori evrei nu erau oameni deosebit de religioși. În general, cultura artistică evreiască din diverse perioade a reflectat cultura popoarelor din țările în care trăiau evreii.

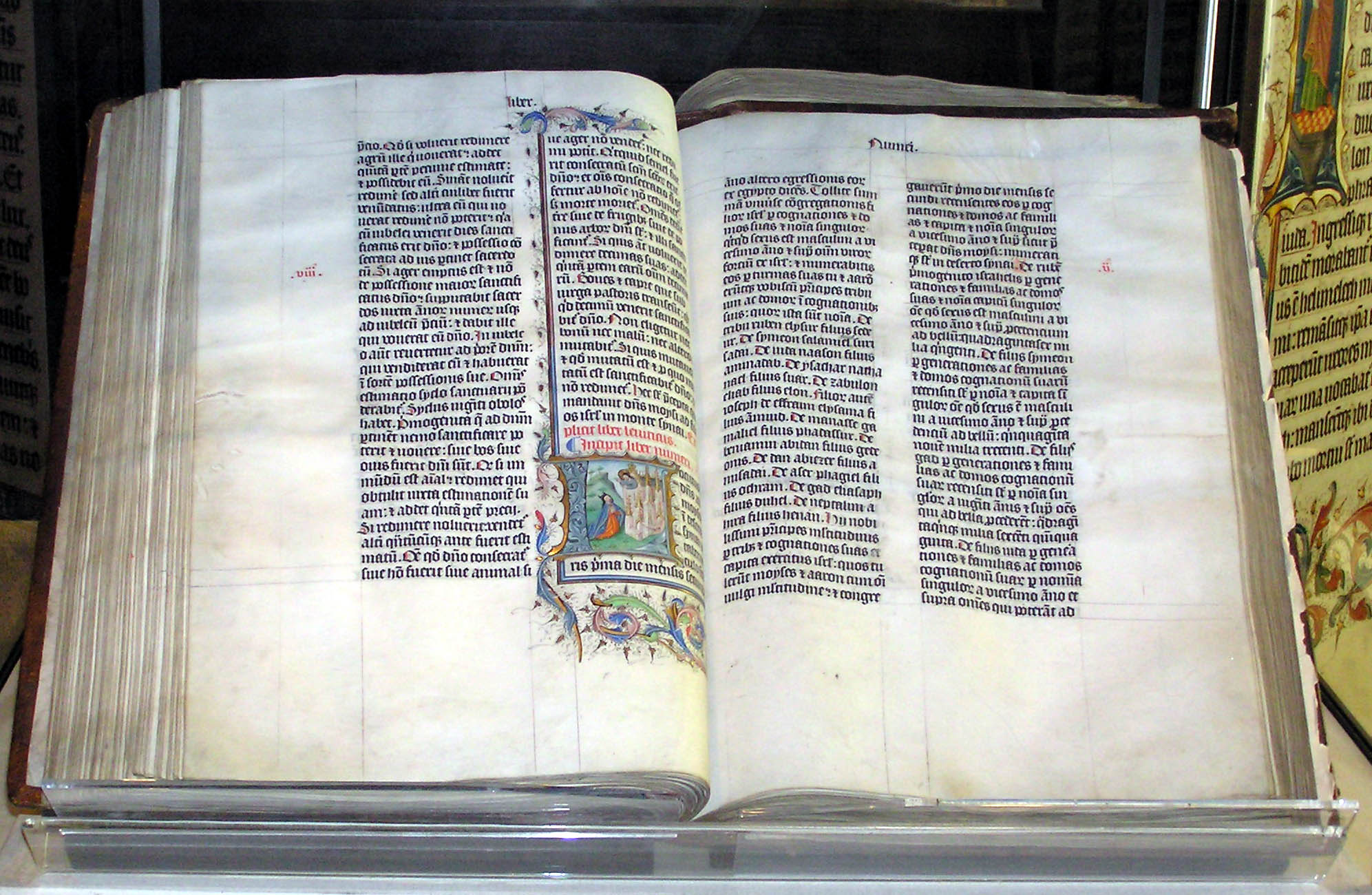
Biblia Gutenberg. Biblia, care a fost scrisă de evrei în Epoca Fierului și în Epoca Clasică, cuprinde valori culturale, valori umane fundamentale, mitologie și credințe religioase atât ale iudaismului, cât și ale creștinismului.

Expresiile literare și teatrale ale culturii evreiești seculare pot fi atât în limbi specific evreiești ca ebraica, idiș, judeo-tat sau ladino, cât și în limba culturilor înconjurătoare ca engleza sau germana. Literatura și teatrul secular în limba idiș datează în mare parte din secolul al XIX-lea și au intrat în declin pe la mijlocul secolului al XX-lea. Renașterea limbii ebraice dincolo de utilizarea sa în slujbele religioase este un fenomen ce datează în mare măsură de la începutul secolului al XX-lea și este strâns asociată cu mișcarea sionistă. Folosirea unei limbi evreiești sau neevreiești ca vehicul principal de discurs de către o comunitate evreiască depinde în general de gradul de izolare sau de asimilare al comunității respective. De exemplu, evreii din ștetl-urile Poloniei și din zona Lower East Side a New York-ului vorbeau în mare parte limba idiș la începutul secolului al XX-lea, în timp ce evreii asimilați din Germania vorbeau germana în secolul al XIX-lea și la începutul secolului al XX-lea, iar evreii născuți în Statele Unite ale Americii vorbesc engleza.
Scriitorii evrei au creat o literatură evreiască unică, dar au contribuit, de asemenea, la literatura națională a multor țări în care au trăit. Deși nu sunt strict laice, operele în limba idiș ale unor autori ca Șalom Aleihem (ale cărui opere colectate au însumat 28 de volume) și Isaac Bashevis Singer (câștigătorul Premiului Nobel pentru literatură în 1978) formează un canon propriu, fiind concentrate pe experiența evreiască atât din Europa de Est, cât și din America. Scriitori evrei din Statele Unite ale Americii precum Philip Roth, Saul Bellow și mulți alții sunt considerați printre cei mai mari scriitori americani și încorporează o viziune evreiască laică distinctă în multe dintre creațiile lor. Poezia lui Allen Ginsberg conține adesea teme evreiești (în special creațiile autobiografice timpurii precum Howl și Kaddish). Alți scriitori evrei celebri care au contribuit semnificativ la literatura universală sunt poetul german Heinrich Heine, scriitorul canadian Mordecai Richler, prozatorul rus Isaac Babel, scriitorul german Franz Kafka din Praga și romancierul neerlandez Harry Mulisch, al cărui roman Descoperirea Raiului a fost votat într-un sondaj din 2007 drept „Cea mai bună carte olandeză din toate timpurile”.

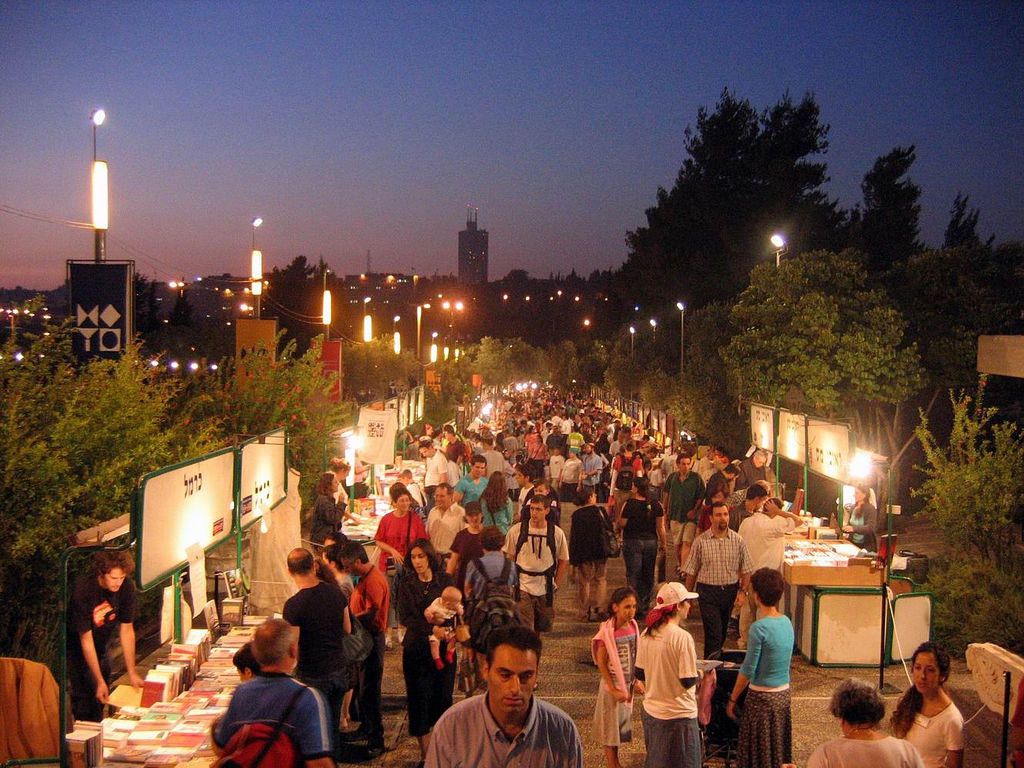
Săptămâna Cărții Ebraice de la Ierusalim

Cultura evreiască seculară înglobează opere literare care au trecut testul timpului ca surse de plăcere estetică și de idei împărtășite atât de evrei, cât și de neevrei, opere care trăiesc dincolo de contextul socio-cultural imediat în care au fost create. Ele includ scrieri ale unor autori evrei precum Șalom Aleihem, Itzik Manger, Isaac Bashevis Singer, Philip Roth, Saul Bellow, S.Y. Agnon, Isaac Babel, Martin Buber, Isaiah Berlin, Haim Nahman Bialik, Yehuda Amichai, Amos Oz, A.B. Yehoshua și David Grossman. [Cultura evreiască - n.n] se mândrește cu capodopere care au avut o influență considerabilă asupra întregii culturi vestice, inclusiv a culturii evreiești – opere precum cele ale lui Heinrich Heine, Gustav Mahler, Leonard Bernstein, Marc Chagall, Jacob Epstein⁠(d), Ben Shahn⁠(d), Amedeo Modigliani, Franz Kafka, Max Reinhardt (Goldman), Ernst Lubitsch și Woody Allen.
Alți scriitori evrei de seamă sunt Isaac Asimov, autorul seriei Fundația și a altor lucrări precum Eu, robotul, Nightfall și Zeii înșiși; Joseph Heller (Catch-22); R.L. Stine (seria Goosebumps); J.D. Salinger (De veghe în lanul de secară); Michael Chabon (The Amazing Adventures of Kavalier &amp; Clay, Sindicatul polițiștilor idiș); Marcel Proust (În căutarea timpului pierdut); Arthur Miller (Moartea unui comis voiajor și The Crucible); Will Eisner (Un contract cu Dumnezeu); Shel Silverstein⁠(d) (The Giving Tree); Arthur Koestler (Darkness at Noon, Al treisprezecelea trib: Khazarii); Saul Bellow (Herzog); Maurice Druon (a cărui serie de romane istorice Regii blestemați a fost o sursă de inspirație pentru seria de romane Cântec de gheață și foc a lui George R.R. Martin).
13% dintre laureații Premiului Nobel pentru Literatură au fost sau sunt evrei.
Un alt aspect al literaturii evreiești este literatura etică evreiască, numită literatura Musar. Această literatură a fost scrisă atât de autori religioși, cât și laici.
Poezia ebraică are o tradiție veche și a fost creată de diverși poeți din diferite epoci ale istoriei evreiești. Poezia biblică este relaționată cu poezia din vremurile biblice, care este regăsită în Biblia ebraică și în textele sacre iudaice. În epoca medievală, poezia evreiască a fost scrisă în principal de piyyutim⁠(d) (slujitori ai cultului iudaic), dar și de unii poeți precum Yehuda Halevi, Samuel ibn Naghrillah⁠(d), Solomon ibn Gabirol, Moise ibn Ezra, Abraham ibn Ezra și Dunash ben Labrat⁠(d). Poezia ebraică modernă datează în cea mai mare parte din perioada Renașterii limbii ebraice și din perioada imediat următoare și a fost scrisă de Moshe Chaim Luzzatto⁠(d) în epoca Haskalah și apoi de poeți precum Haim Nahman Bialik, Nathan Alterman și Saul Cernihovski.
| Yehuda Halevi (c. 1075–1141) | Heinrich Heine (1797–1856) | Șalom Aleihem (1859–1916) | Franz Kafka (1883–1924) | Boris Pasternak (1890–1960) | Ayn Rand (1905–1982) | Isaac Asimov (1920–1992) | Allen Ginsberg (1926–1997) |
| ---------------------------- | -------------------------- | ------------------------- | ----------------------- | --------------------------- | -------------------- | ------------------------ | -------------------------- |
|                              |                            |                           |                         |                             |                      |                          |                            |

## Muzică
Contribuțiile muzicale evreiești tind să reflecte, de asemenea, culturile țărilor în care trăiesc evreii, cele mai notabile exemple fiind muzica clasică și pop din Statele Unite ale Americii și Europa. Unele compoziții muzicale sunt, totuși, unice pentru anumite comunități evreiești, cum ar fi muzica israeliană, muzica folk israeliană, muzica klezmer, muzica sefardă și ladino și muzica mizrahi.

### Muzica clasică

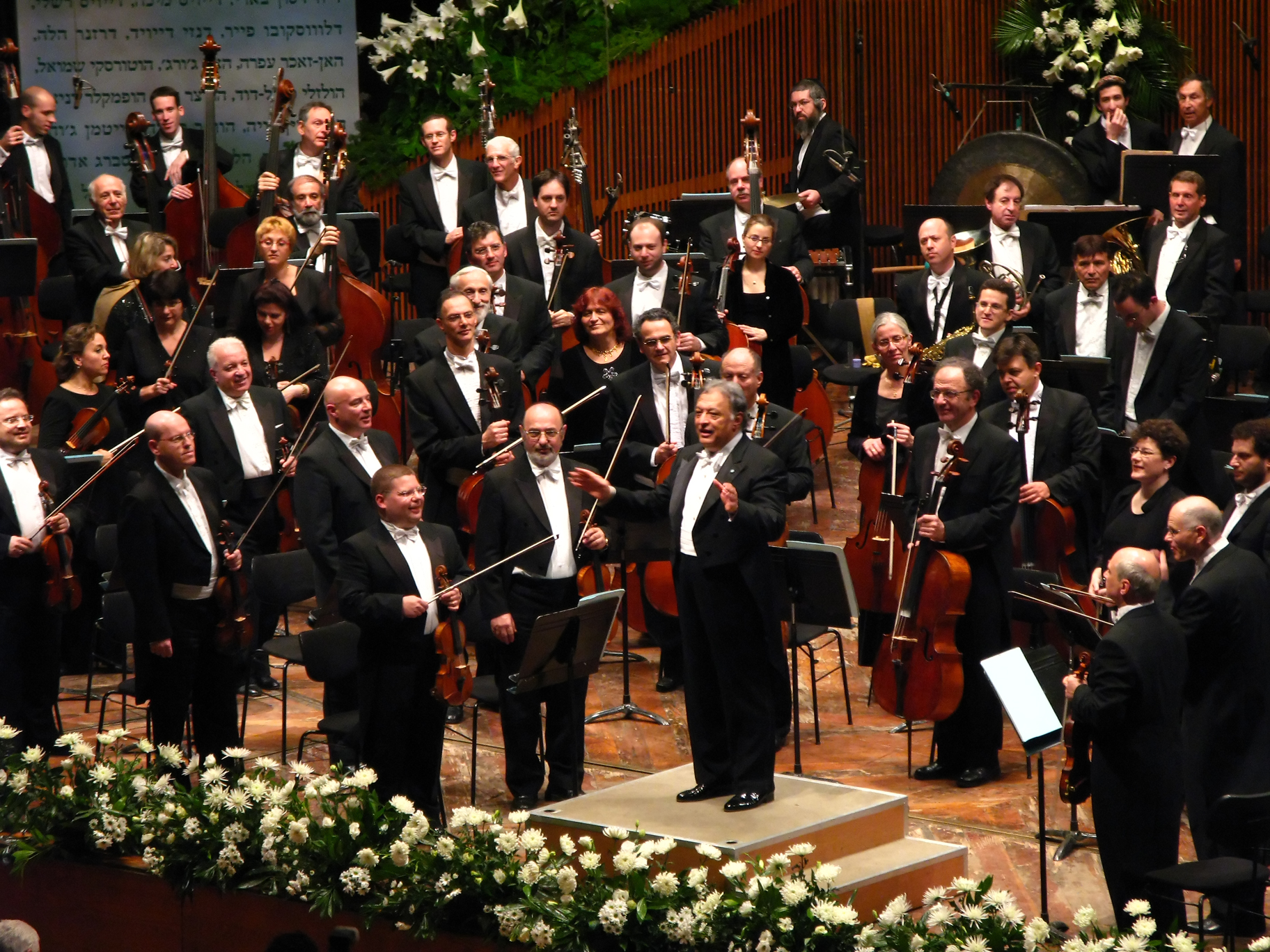
Aniversarea a 70 de ani a Orchestrei Filarmonice din Israel

Înainte de emanciparea evreilor, aproape toată muzica evreiască din Europa era muzică sacră, cu excepția spectacolelor de muzică klezmer din timpul nunților și al altor evenimente laice. Principalul rezultat al predominării muzicii religioase a fost lipsa prezenței evreiești în muzica clasică europeană până în secolul al XIX-lea, cu foarte puține excepții, posibile ca urmare a protecției nobiliare specifice acordate unor compozitori evrei ca Salamone Rossi și Claude Daquin⁠(d) (opera celui dintâi este considerată începutul „muzicii artistice evreiești”). După ce evreii au fost admiși în întreaga societate din Anglia (treptat, după întoarcerea lor în secolul al XVII-lea), Franța, Austro-Ungaria, Imperiul German și Rusia (în această ordine), contribuția evreiască în activitatea muzicală europeană a crescut constant, dar sub formă de muzică europeană și nu, în mod specific, ca muzică evreiască. Exemple notabile de compozitori romantici evrei (pe țări) sunt Charles-Valentin Alkan, Paul Dukas și Fromental Halevy din Franța, Josef Dessauer⁠(d), Karl Goldmark⁠(d) și Gustav Mahler din Boemia (majoritatea evreilor austrieci din această perioadă nu erau originari din ceea ce este astăzi Austria, ci din provinciile externe ale Imperiului), Felix Mendelssohn și Giacomo Meyerbeer din Germania și Anton și Nikolai Rubinstein⁠(d) din Rusia. Cântăreți faimoși din acea perioadă au fost John Braham⁠(d) și Giuditta Pasta⁠(d). Au existat foarte mulți pianiști și violoniști virtuoși evrei, printre care Joseph Joachim, Ferdinand David, Carl Tausig⁠(d), Henri Herz⁠(d), Leopold Auer⁠(d), Jascha Heifetz și Ignaz Moscheles . Pe parcursul secolului al XX-lea, numărul compozitorilor și al instrumentiștilor faimoși evrei a crescut, la fel ca și distribuția lor geografică. Printre compozitorii evrei din secolul al XX-lea se numără Arnold Schoenberg și Alexander von Zemlinsky⁠(d) din Austria, Hanns Eisler⁠(d) și Kurt Weill⁠(d) din Germania, Viktor Ullmann⁠(d) și Jaromír Weinberger⁠(d) din Boemia și mai târziu din Republica Cehă (primul a murit în lagărele de exterminare de la Auschwitz), George Gershwin și Aaron Copland din Statele Unite ale Americii, Darius Milhaud⁠(d) și Alexandre Tansman⁠(d) din Franța, Alfred Schnittke⁠(d) și Lera Auerbach⁠(d) din Rusia, Lalo Schifrin⁠(d) și Mario Davidovsky⁠(d) din Argentina și Paul Ben-Haim⁠(d) și Shulamit Ran⁠(d) din Israel. Există unele genuri și forme de muzică clasică cu care au fost asociați compozitorii evrei, inclusiv Marea Operă franceză din perioada romantică. Cei mai prolifici compozitori ai acestui gen au fost Giacomo Meyerbeer, Fromental Halévy și mai târziu Jacques Offenbach; opera La Juive a lui Halévy s-a bazat pe libretul lui Scribe⁠(d), inspirat foarte vag de experiența evreiască.
În timp ce lucrările de muzică orchestrală și de operă ale compozitorilor evrei sunt, în general, considerate laice, mulți compozitori evrei (precum și neevrei) au încorporat teme și motive evreiești în muzica lor. Uneori, acest lucru s-a făcut pe ascuns, cum ar fi muzica klezmer despre care mulți critici și observatori cred că se află în cea de-a treia parte a Simfoniei nr. 1 a lui Mahler, iar acest tip de referință evreiască a fost cel mai frecvent în cursul secolului al XIX-lea, când expunerea directă a originii evreiești ar fi putut să împiedice probabil șansele de asimilare ale unui evreu. În cursul secolului al XX-lea, totuși, mulți compozitori evrei au scris muzică cu tematici și referințe direct evreiești, ca de exemplu David Amram⁠(d) (Symphony – „Songs of the Soul”), Leonard Bernstein (Kaddish Symphony, Chichester Psalms), Ernest Bloch⁠(d) (Schelomo), Arnold Schoenberg, Mario Castelnuovo-Tedesco⁠(d) (Concertul pentru vioară nr. 2) Kurt Weill⁠(d) (The Eternal Road) și Hugo Weisgall⁠(d) (Psalm of the Instant Dove).
| Giacomo Meyerbeer (1791–1864) | Fanny Mendelssohn⁠(d) (1805–1847) | Felix Mendelssohn (1809–1847) | Charles-Valentin Alkan (1813–1888) | Jacques Offenbach (1819–1880) | Anton Rubinstein (1829–1894) | Gustav Mahler (1860–1911) | Clara Haskil (1895–1960) |
| ----------------------------- | -------------------------------- | ----------------------------- | ---------------------------------- | ----------------------------- | ---------------------------- | ------------------------- | ------------------------ |
|                               |                                  |                               |                                    |                               |                              |                           |                          |

La sfârșitul secolului al XX-lea, compozitori proeminenți precum Morton Feldman, Gyorgy Ligeti sau Alfred Schnittke au adus contribuții importante la istoria muzicii contemporane.

### Muzica populară
Marii textieri și compozitori ai muzicii pop tradiționale americane și ai muzicii de jazz au fost predominant evrei, precum Harold Arlen⁠(d), Jerome Kern⁠(d), George Gershwin, Frank Loesser, Richard Rodgers și Irving Berlin.

## Bucătărie

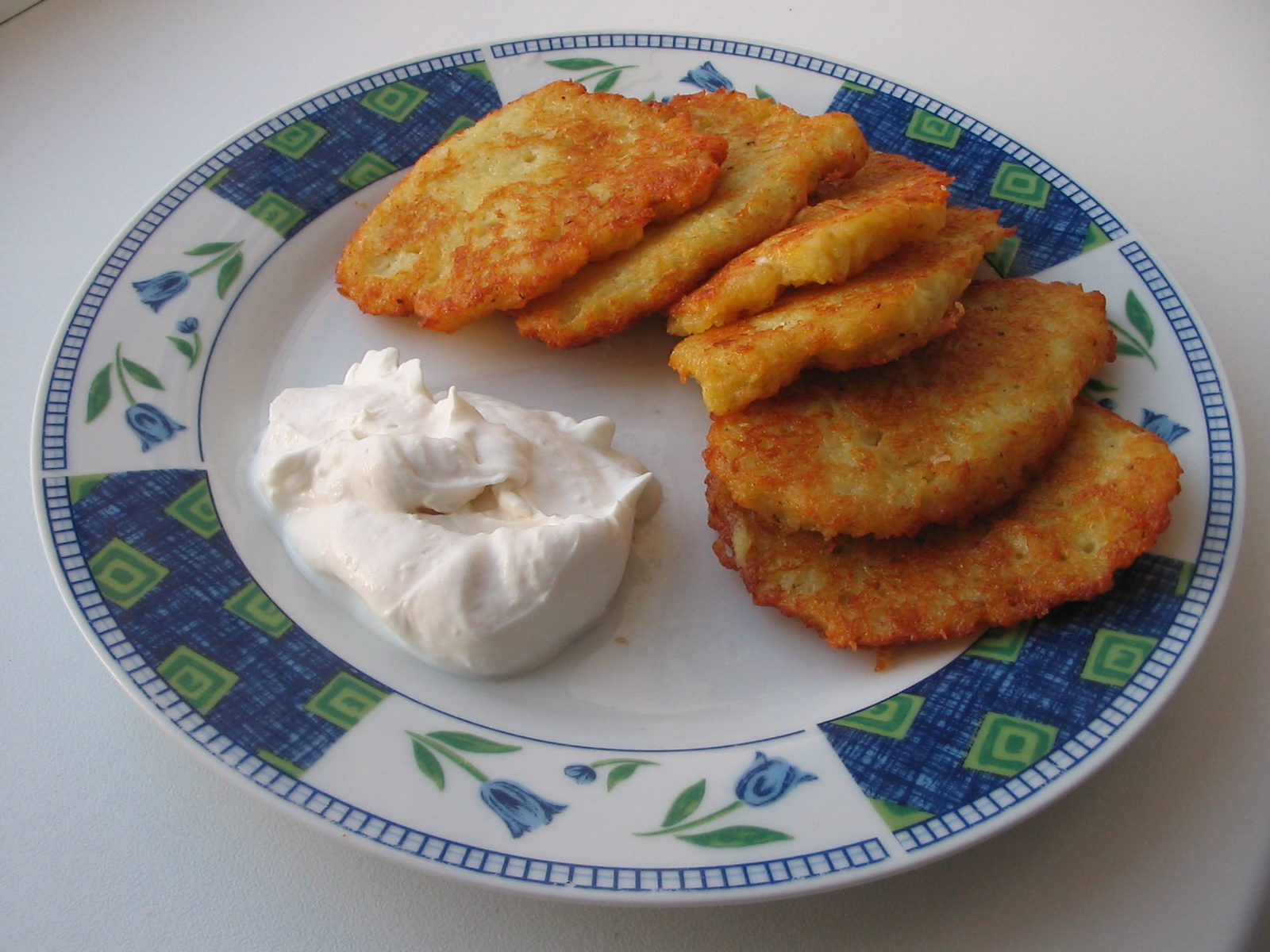
Latke cu smântână

Bucătăria evreiească combină mâncărurile mai multor popoare cu care au avut contact evreii, inclusiv stilurile de gătit mijlociu-oriental, mediteraneean, spaniol, german și est-european, toate influențate de necesitatea ca mâncarea să fie cușer. Astfel, mâncăruri „evreiești” precum bagel, hummus, varză umplută și blintz provin toate din diferite alte culturi. Amestecul acestor mâncăruri, plus creații culinare unice evreiești, ca tzimmis, ciolent, gefilte fish și bile de matzah, alcătuiesc bucătăria evreiască.